# 3127 Bagration
3127 Bagration (1973 ST4) là một tiểu hành tinh vành đai chính được phát hiện ngày 27 tháng 9 năm 1973 bởi Chernykh, L. ở Nauchnyj.